# 马尼托巴省政府
马尼托巴省政府是加拿大马尼托巴省的省级政府。广义上由省立法机关、省行政机关和省司法机关组成；狭义上特指省行政机关。

## 立法机关
马尼托巴省议会是马尼托巴省的立法机关，负责加拿大宪法和其他法律规定的属于本省管辖范围内的立法工作，监督本省行政机关等事务。

## 行政机关

### 省行政会议（内阁）
省行政会议（内阁）由省长、省行政机关各组成部门主管（各厅厅长）及其他必要人员组成。内阁成员由省长向省督建议，由省督任命；内阁成员通常为省议会议员。
本届省行政会议现时组成人员共15人。

### 省行政机关的组成部门
现时省行政机关的组成部门共有16个。
- 马尼托巴省农业和资源发展厅
- 马尼托巴省中心服务厅
- 马尼托巴省省皇家（国有）企业服务厅
- 马尼托巴省自然保护和气候厅
- 马尼托巴省教育厅
- 马尼托巴省经济发展和技能培训厅
- 马尼托巴省家庭事务厅
- 马尼托巴省财政厅
- 马尼托巴省卫生、老年人事务和积极生活厅
- 马尼托巴省原住民和北部关系厅
- 马尼托巴省基础设施厅
- 马尼托巴省政府事务厅
- 马尼托巴省司法厅
- 马尼托巴省市政关系厅
  - 马尼托巴省法语事务
- 马尼托巴省体育、文化和遗产厅

### 省属局和委员会
现时共有直管、半独立和独立运作的省属局、委员会及其它机构153个。

## 司法机关
马尼托巴省省的最高法院为马尼托巴省法院皇座法庭，省上诉法院为马尼托巴省上诉法院。